# Souls Harbor
Souls Harbor — американская группа, образованная в Бьюфорде, штат Южная Каролина, в 2001 году.

## История
Возникнув на американском авианосеце USS John F. Kennedy (CV-67) в то время как Даг Маршалл, Джон Фенин и Роб Кадиз проходили службу в корпусе морской пехоты США, группа была сформирована в конце 1999 года во время круиза в Персидском заливе.
После победы в 2002 и 2003 годах в битвах музыкальных коллективов в Южной Каролине и Джорджии группа выпустила свой первый полноценный альбом, Writing on the Wall, в 2006 году и подписала контракт с лейблом Crash Music Inc.
В 2008 году группа выпустила мини-альбом, Take No Thought of the Morrow, который был рассмотрен как «совершенно новый и другой звук для Souls Harbor». Альбом был спродюсирован Эриком Бассом и Кори Лоури. Недавно группа закончила запись альбома Anxiety Society. В первые месяцы 2011 года Souls Harbor потеряли двух ключевых членов группы Джона Фенина и Тони Бигли.

## Участники
Текущий состав
- Даг Маршалл — вокал (2001 — настоящее время)
- Джастин Лонг — ударные (2008 — настоящее время)

Бывшие участники
- Тони Бигли — гитара (2001—2011)
- Джон Фенин — гитара (2001—2011)
- Алан Прайс — бас-гитара (2010—2012)
- Риланд Андервурд — бас-гитара (2003—2010)
- Роб Кадиз — ударные (2005—2007)